# Buenos Aires
För andra betydelser, se Buenos Aires (olika betydelser).
Buenos Aires är en stad i Argentina och dess huvudstad sedan 1880. Staden är belägen vid Río de la Platas södra strand och har cirka 3,1 miljoner invånare samt 16,3 miljoner invånare i storstadsområdet. Stadens centrum utgörs av ett eget federalt distrikt (egentligen autonom stad, ciudad autónoma) som omges av provinsen Buenos Aires, vars huvudort La Plata ligger söder om Buenos Aires. Buenos Aires betyder ungefär "Den goda luften" eller "De goda vindarna".

## Historia

### 1536-1862

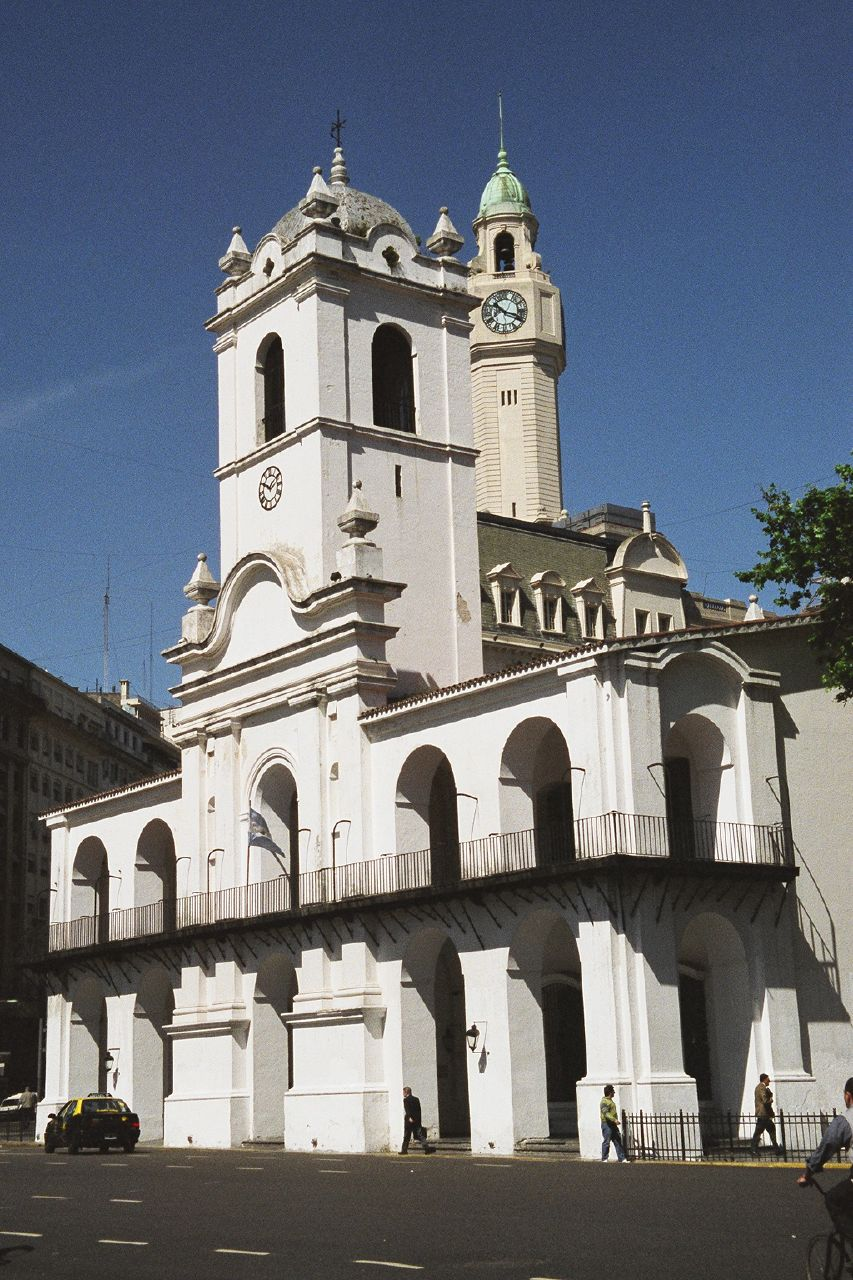
El Cabildo, det gamla stadshuset i Buenos Aires.

Staden anlades 1536 av spanjoren Pedro de Mendoza och fick namnet Nuestra Señora Santa María del Buen Aire (Vår Fru den heliga Maria av den goda brisen). Staden övergavs dock 1541 och grundades på nytt 1580. Först på 1700-talet började utvecklingen till en viktig hamnstad. 1776 blev Buenos Aires huvudstad i vicekungadömet Río de la Plata. Vid sekelskiftet 1800 uppgick befolkningen till 50 000 personer.
Buenos Aires ockuperades 1806 av brittiska trupper. Det spanska vicekungadömet förmådde inte att ingripa utan en folklig resning mot britterna skedde och staden befriades. Det blev inledningen till den argentinska självständighetskampen. Den 25 maj 1810, efter Napoleon I:s invasion av Spanien, bildades den första oberoende regeringen i Buenos Aires. Självständigheten proklameras den 9 juli 1816 i en lagstiftande kongress i staden Tucumán i norra Argentina.
De första femtio åren av självständigheten präglades av våldsamma konflikter, både med grannländerna och mellan Buenos Aires och provinserna. 1853 fick Argentina en ny författning efter amerikansk förebild. Emellertid bröt sig Buenos Aires ur den föreslagna federationen vilket ledde till en väpnad konflikt som slutade med att Buenos Aires 1861 erövrade federationen och kom därmed att ingå i den igen.

### 1862-

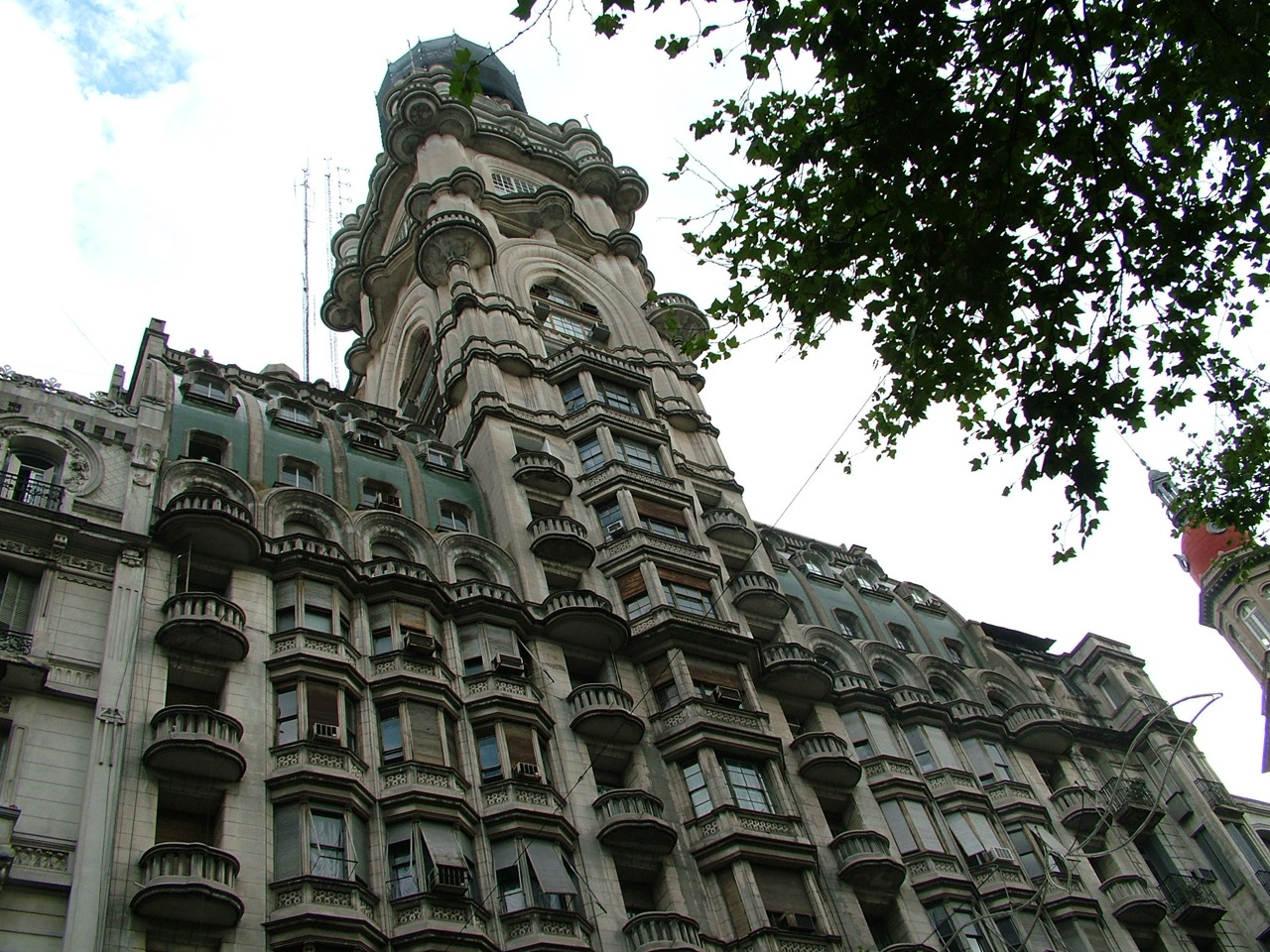
Fastighet från rekordåren i början av 1900-talet.

Med Bartolomé Mitres presidentskap 1862-68 inleddes den 70-årig period av stabilitet, civila regeringar och ekonomisk tillväxt som förvandlande Argentina till en av de rikaste nationerna i världen. Samtidigt försköts det ekonomiska centrumet i Argentina till kusten och Buenos Aires och stadens enorma expansion inleddes. 1880 löstes de sista frågetecknen om Buenos Aires status, och staden blev formellt Argentinas huvudstad.
Den enorma jordbruksexporten och invandringen från Europa förändrade staden totalt och dagens stadsbild växte fram med breda boulevarder och imponerade byggnadsverk. 1913 invigdes Buenos Aires tunnelbana och 1914 hade befolkningen stigit till 1,5 miljoner. Under mellankrigsepoken byggdes nya skyskrapor och den snabba tillväxten fortsatte. På 1960-talet stabiliserades befolkningen i innerstaden till omkring 3 miljoner invånare.
Argentinas ekonomiska problem har inte gått spårlöst förbi, i synnerhet i ytterområdena har fattigdomen och utslagningen ökat även om en nytändning har börjat märkas det senaste året (2004). Som en följd av devalveringarna har staden sett en kraftig uppgång i turismen.
1987 fattades ett principbeslut om att avlasta Buenos Aires och skapa en ny huvudstad i Patagonien, inget har dock gjorts för att förverkliga det beslutet.

## Ekonomi
Buenos Aires är Argentinas ekonomiska hjärta och landets främsta handels- och industricentrum. Förutom en betydande livsmedelsindustri produceras bland annat textilier, metaller, papper, lädervaror, gummi, kemikalier, läkemedel, maskiner och bilar. Industrin koncentreras alltmer till förorterna och provinsen Buenos Aires medan innerstaden domineras av servicenäringar.

## Demografi

### Befolkning och språk
Invånarna i Buenos Aires kallas porteños (betyder ungefär "de som bor vid hamnen". Den kvinnliga motsvarigheten är porteñas). Befolkningssammansättningen är i hög grad formad av 1900-talets massiva invandring till staden från i första hand Italien och Spanien. Detta märks även i den karakteristiska spanska som talas i staden (se argentinsk spanska). Därtill kommer en stor grupp mestiser (blandat spanskt och indianskt ursprung) samt betydande arabiska, judiska, irländska, kinesiska, japanska och koreanska grupper.

### Religion
Den dominerade kyrkan är den romersk katolska som tillsammans med Uruguay skiljer sig från resten av Latinamerika och saknar egentligt inflytande över samhället. Det finns också livskraftiga judiska och muslimska församlingar.

## Stadsbild

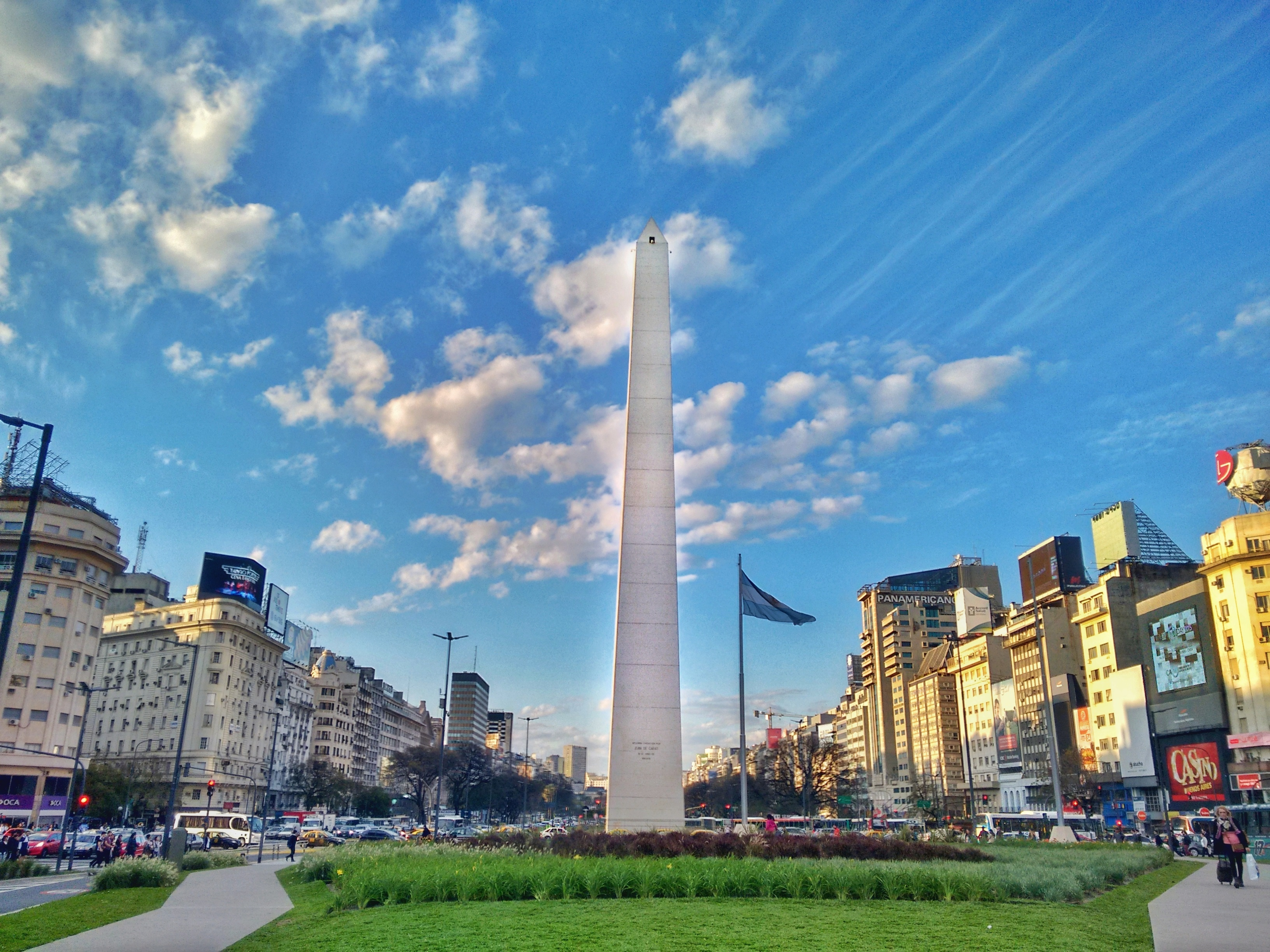
Obelisco de Buenos Aires
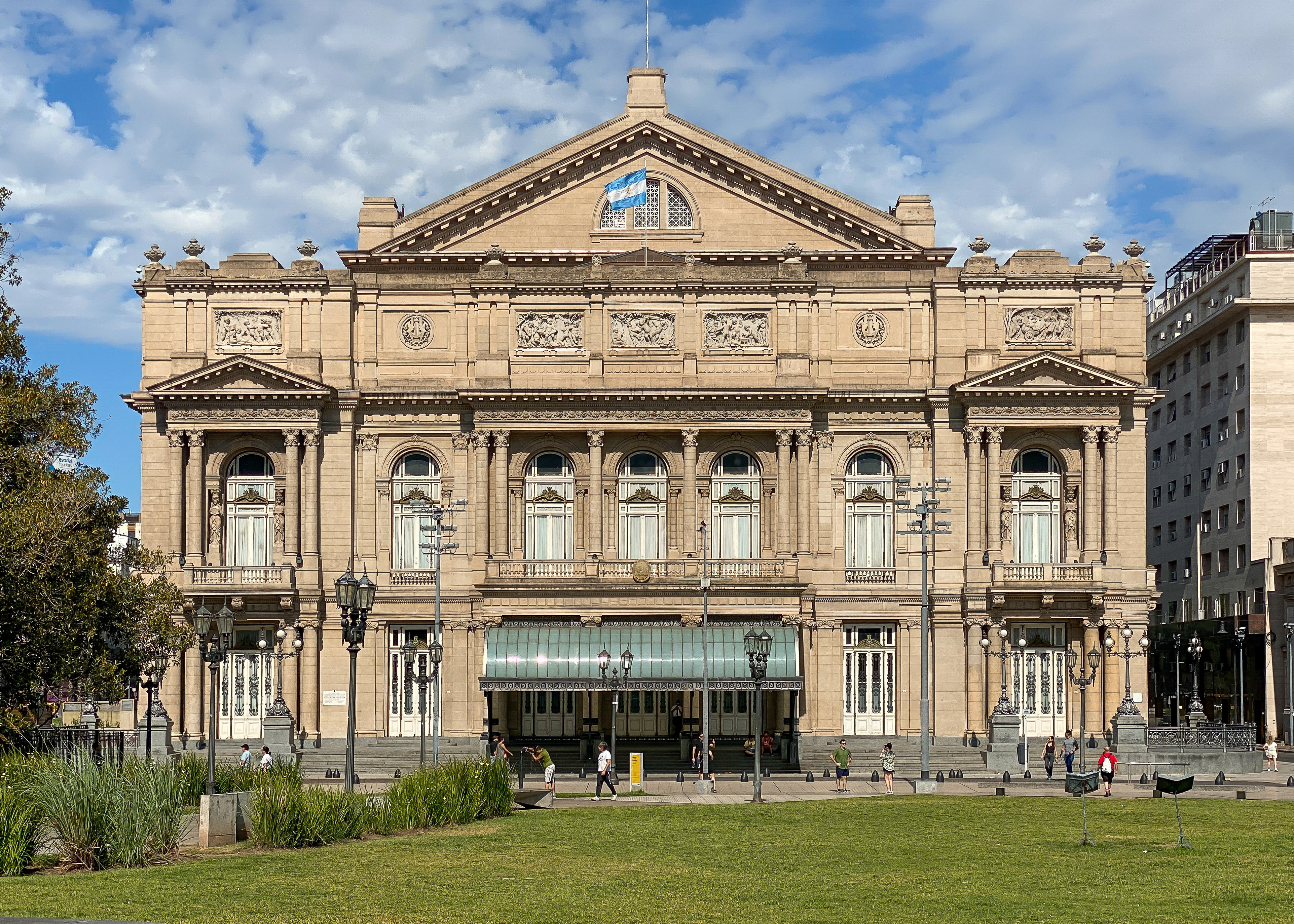
Teatro Colón
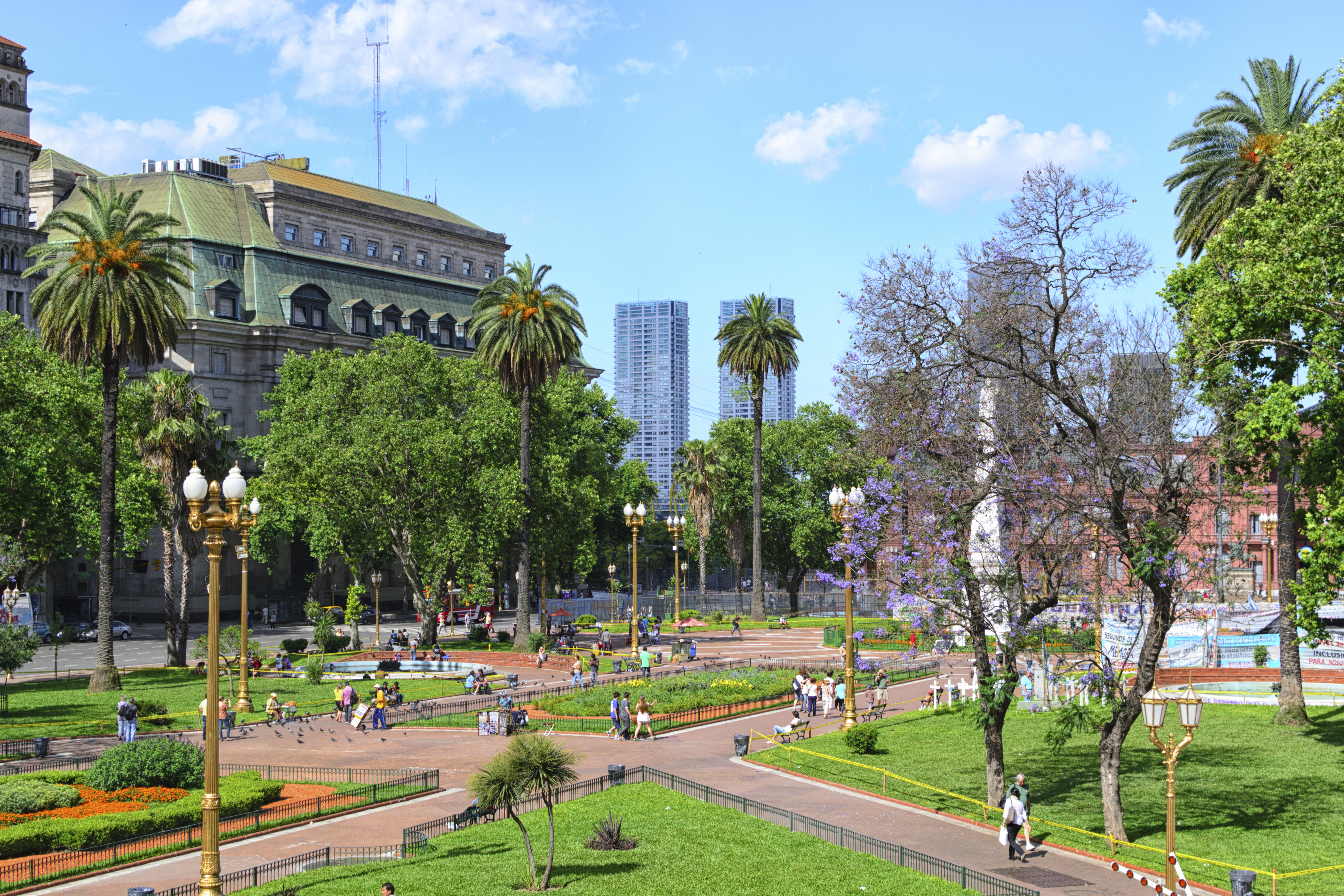
Plaza de Mayo
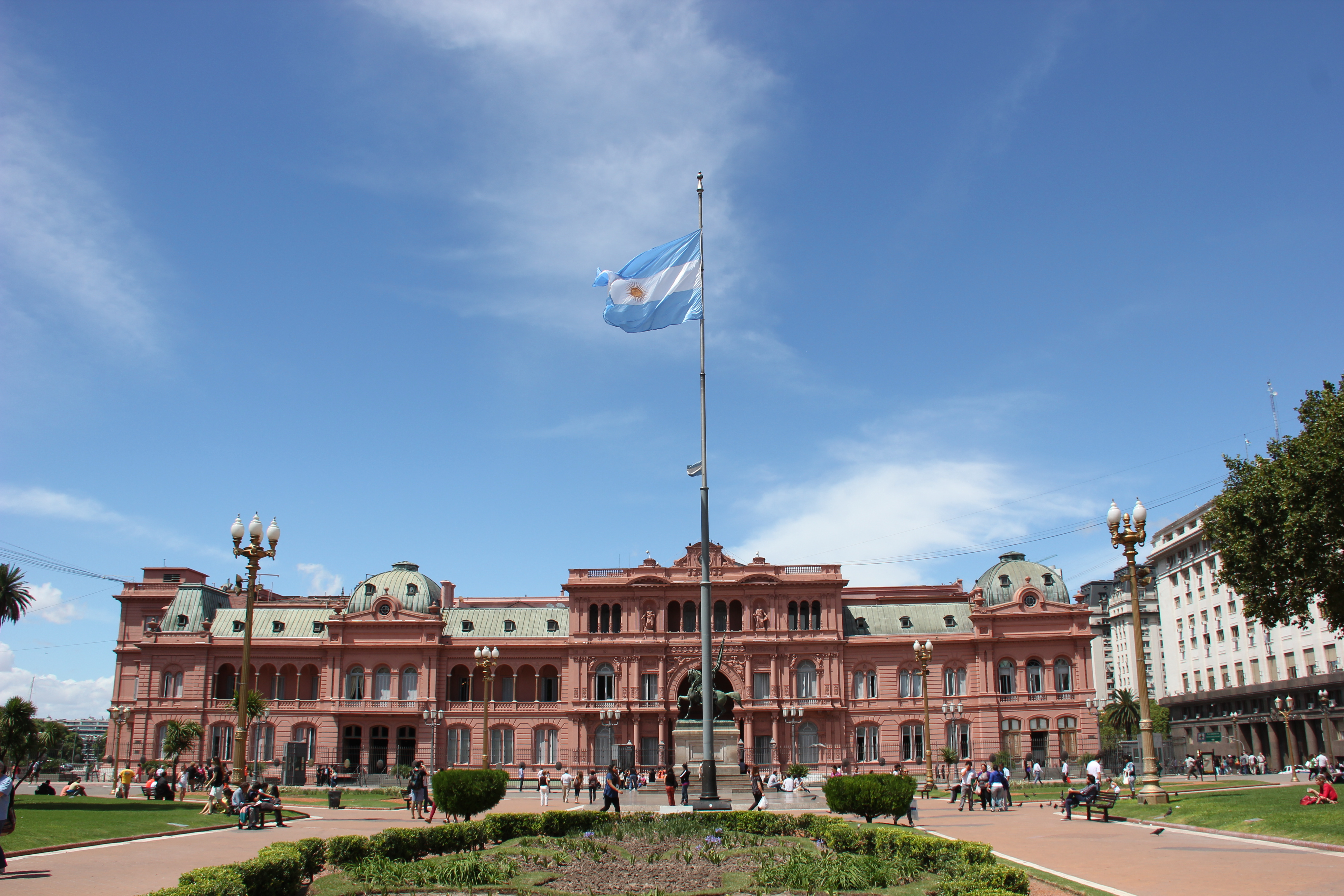
Casa Rosada
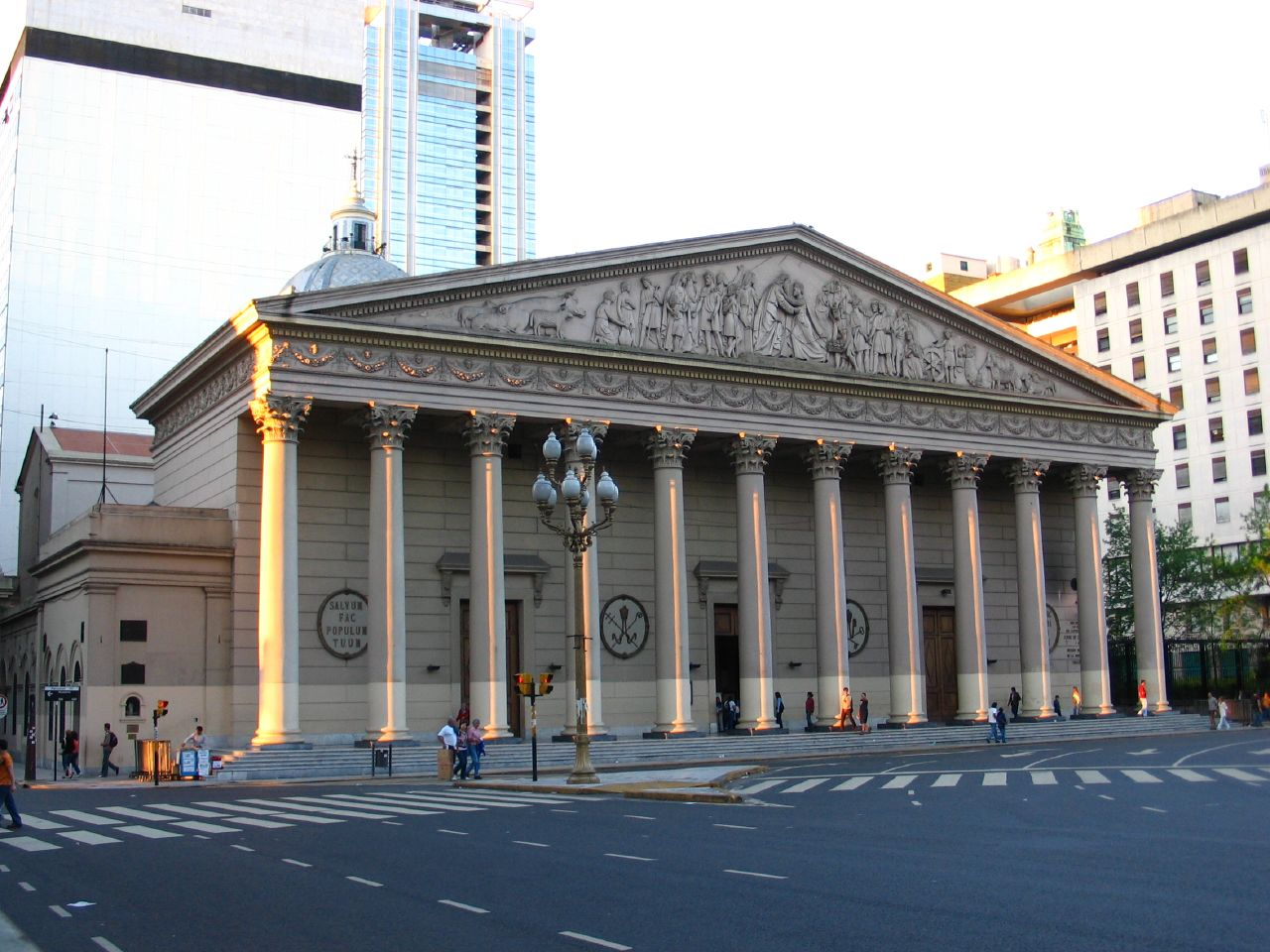
Catedral metropolitana de Buenos Aires
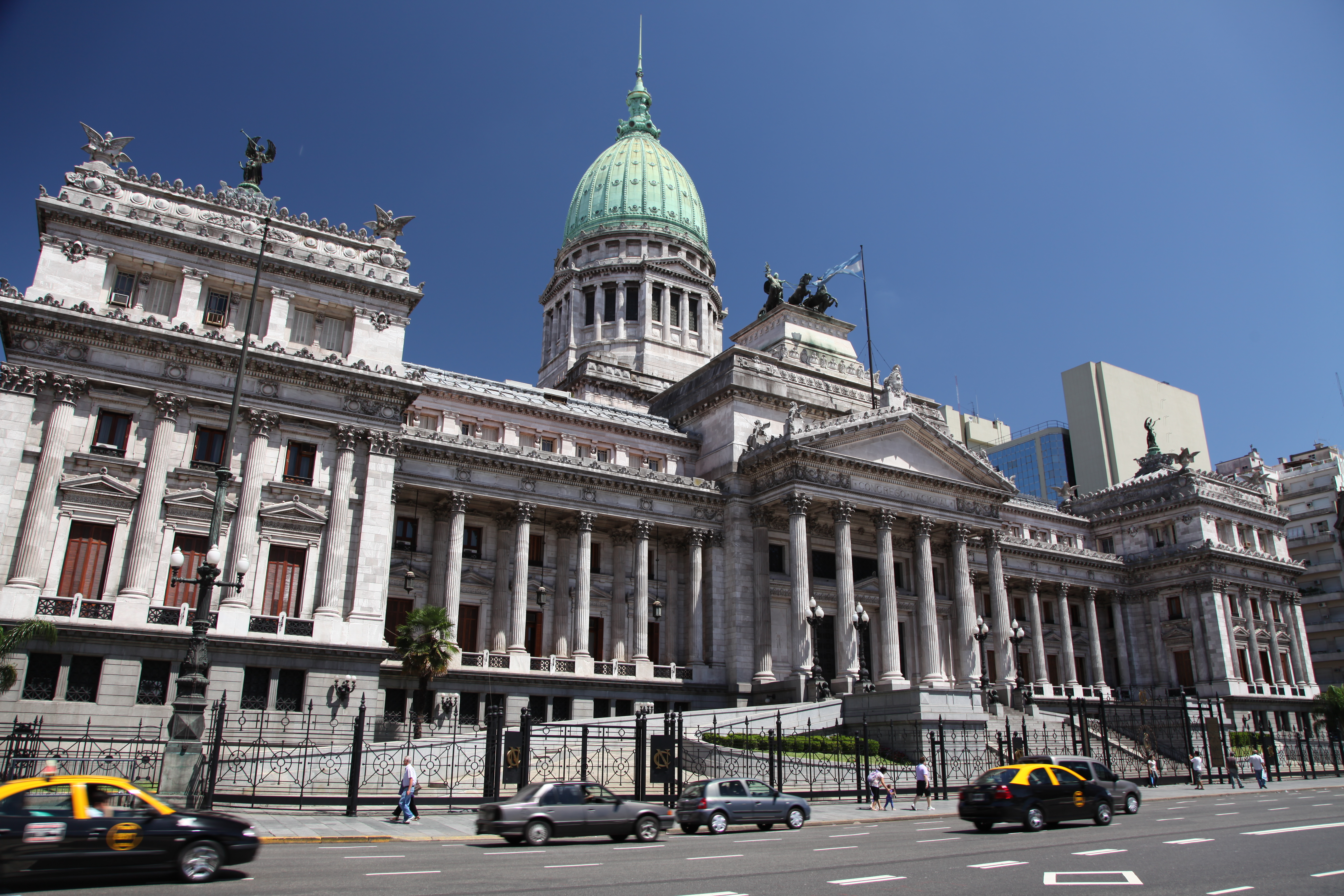
Palacio del Congreso
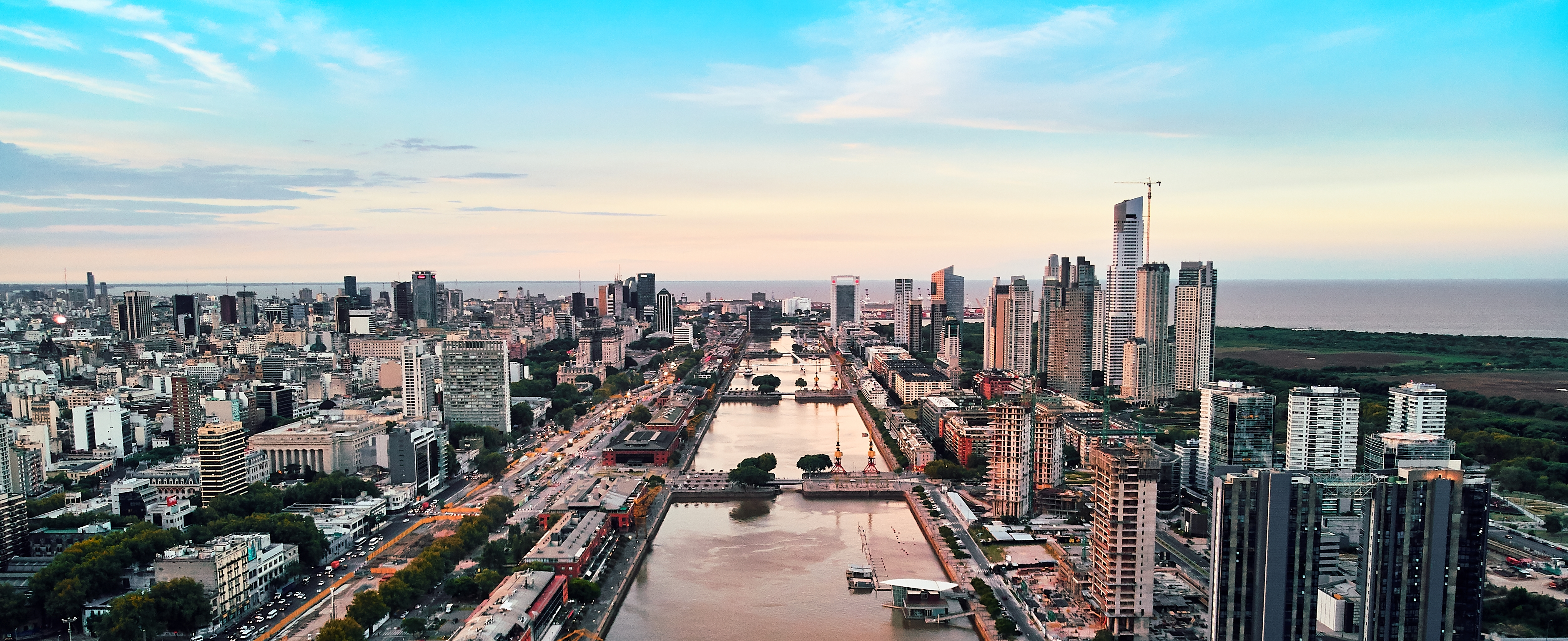
Puerto Madero

Viktiga platser och institutioner
- Centrum
  - Obelisco de Buenos Aires
  - Plaza de Mayo
  - Casa Rosada
  - Catedral metropolitana de Buenos Aires
  - Congreso Nacional
  - El Cabildo
  - Puerto Madero
  - Teatro Colón

- Retiro
  - Plaza General San Martín
  - Torre Monumental

- Barrio Norte
  - Biblioteca Nacional de Buenos Aires
  - Cementerio de La Recoleta
  - MALBA (Museo de Arte Latinoamericano de Buenos Aires)

- Barrio de La Boca
  - Caminito

- Barrio de San Telmo
  - Feria de San Telmo

- Barrio de Palermo
  - Bosques de Palermo
  - Planetario "Galileo Galilei"
  - Jardín Japonés
  - Jardín Botánico
  - Zoo de Buenos Aires

### Stadsdelar
Buenos Aires är administrativt uppdelat i 47 stadsdelar, barrios:
Palermo, Recoleta, Retiro, San Nicolás, Montserrat, San Telmo, La Boca, Barracas, Nueva Pompeya, Parque Patricios, Constitución, Balvanera, Almagro, San Cristóbal, Boedo, Villa Soldati, Lugano, Riachuelo, Parque Avellaneda,
Parque Chacabuco, Caballito, Villa Mitre, Villa Crespo, Chacarita, Colegiales, Belgrano, Nuñez, Coglhan, Saavedra, Villa Ortúzar, La Paternal, Agronomía, Villa del Parque, Villa Santa Rita, Flores, Floresta, Velez Sarsfield, Villa Luro, Mataderos, Versalles, Monte Castro, Villa Real, Villa Devoto, Villa Pueyrredón, Villa Urquiza, Puerto Madero.
Se även tabell Buenos Aires Barrios.

## Kultur

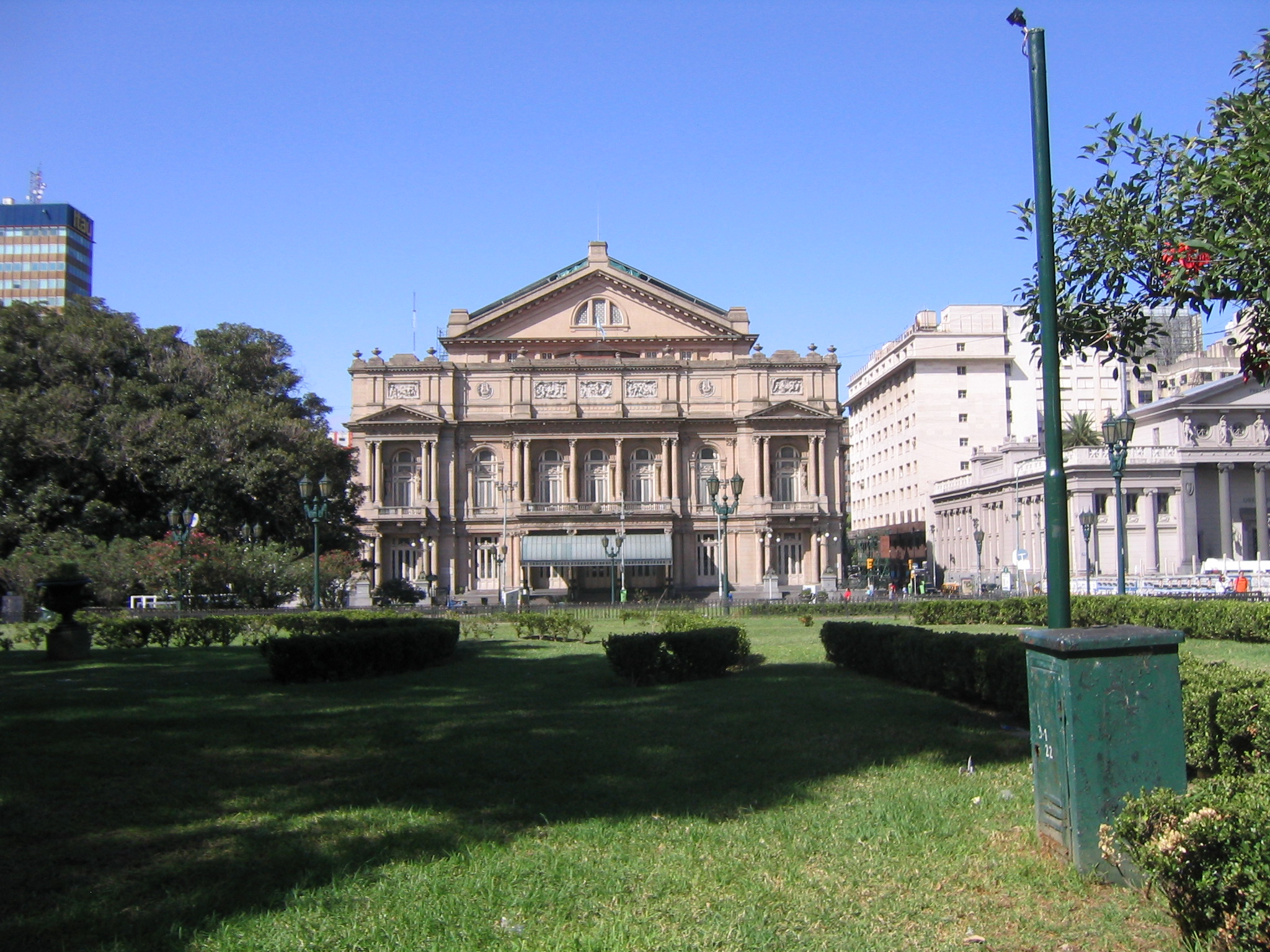
Teatro Colón, Buenos Aires berömda operahus).

Buenos Aires är en av Sydamerikas främsta kulturstäder. Trots den ekonomiska krisen är urvalet större än på länge. Här finns mer än 190 teaterscener, 153 biografer och 129 museer och ett oöverskådligt utbud av bokhandlare, kaféer, restauranger och konserter.

### Konst
Förutom en mängd gallerier finns det ett antal betydande konstmuseer i Buenos Aires: MALBA (Museo de Arte Latinoamericano de Buenos Aires), Museo de Historia Natural, Museo Nacional de Bellas Artes och Museo de Arte Moderno de Buenos Aires. MALBA ställer ut latinamerikansk konst och har ett brett utbud av aktiviteter, visningar och workshops.

### Nobelpris
Ingen annan latinamerikansk stad har fött flera nobelpristagare, fem av dem kommer härifrån. Fredspriset har gått till Carlos Saavedra Lamas (1936) och Adolfo Pérez Esquivel (1980), i medicin till Bernardo Alberto Houssay (1947) och César Milstein (1984) och i kemi till Luis Federico Leloir (1970).

### Film
Staden är Latinamerikas filmcentrum och säte för en av världens största filmfestivaler.[källa behövs]

### Opera, balett och dans
Teatro Colón är en av världens viktigaste operascener och är berömt för sin otroliga akustik. Varje säsong uppförs i genomsnitt tio till elva operor, sex baletter och ett tjugotal konserter. Sedan 1968 finns även Teatro San Martín med en modernare repertoar. Buenos Aires har en mycket levande dansscen med många internationellt kända dansörer, såsom Maximiliano Guerra och Julio Bocca.

#### Tango
Tango föddes som dans- och musikgenre i Buenos Aires och Montevideos hamnkvarter, och fortfarande är Buenos Aires världens viktigaste centrum för rioplatensisk tango. Historiskt sett har tangon varit ett storstadsfenomen - medan Buenos Aires-bon dansade tango ägnade sig resten av argentinarna åt folkdanser. Sedan 1980-talet har en ny tangoboom uppstått som gjort att den argentinska tangon som dans spritts över resten av Argentina såväl som till övriga världen. I dag blandas den inhemska publiken i Buenos Aires med tangoturister som kommer till staden för att uppleva och lära sig dansen. Det finns ett stort utbud av tangoställen (milongor) där man dansar, och en stor andel av de mest kända internationella lärarparen har sin bas i Buenos Aires. Varje år i februari anordnas en stor tangofestival El Festival de Tango de Buenos Aires, och senare i mars världens mest prestigefyllda festival, CITA, som produceras av Fabián Salas.

### Sport

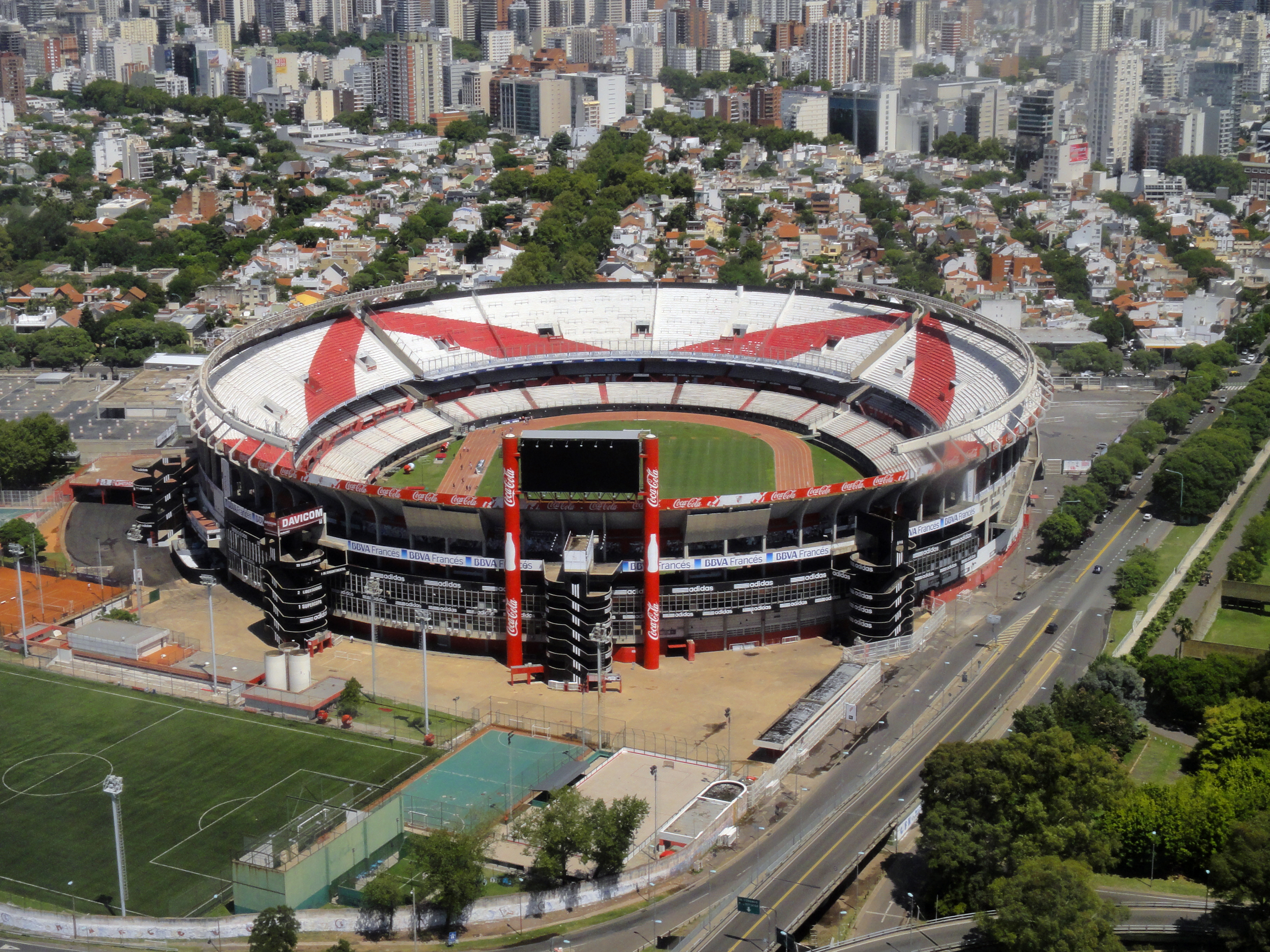
Estadio Más Monumental, CA River Plates hemmaarena.

Sport har en viktig plats i livet i Buenos Aires. Nationalsporten är här, liksom i resten av Argentina, fotboll och av de 20 lagen i den högsta divisionen kommer åtta från Buenos Aires med omgivningar. Däribland de ständiga rivalerna CA Boca Juniors och CA River Plate. Det finns ett antal hästkapplöpningsbanor (Palermo, San Isidro och La Plata) som ordnar högklassiga tävlingar.
Andra stora idrotter är hästpolo, landhockey, tennis, golf, basket och rugby. I takt med den argentinska rugbyns utveckling har Argentina blivit ett allt populärare resmål för rugbyturister. Buenos Aires har också varit en flitig arrangör av Formel 1-lopp.

### Gayliv
Buenos Aires är en av Latinamerikas öppnaste och mest liberala städer med en för Latinamerika unik lagstiftning. 1996 förbjöds diskriminering på grund av sexuell läggning och 2002 infördes en könsneutral sambolagstiftning som garanterar samkönade par samma rättigheter som heterosexuella. Staden har ett mycket rikt gayliv med pubar, restauranger, teatrar, nattklubbar etc. speciellt koncentrerat till området kring korsningen av Aveny Santa Fé och Aveny Pueyrredón. Till skillnad mot resten av Sydamerika är gayvärlden en välintegrerad och självklar del av det urbana livet i staden.
I den argentinska konstitutionen som efter amerikansk förebild antogs 1853 (reformerad 1994) och skapade grunden för det moderna Argentina fanns ett unikt tillägg som fastslog att sexuella handlingar mellan män enbart är en sak mellan dem och Gud.

## Transport

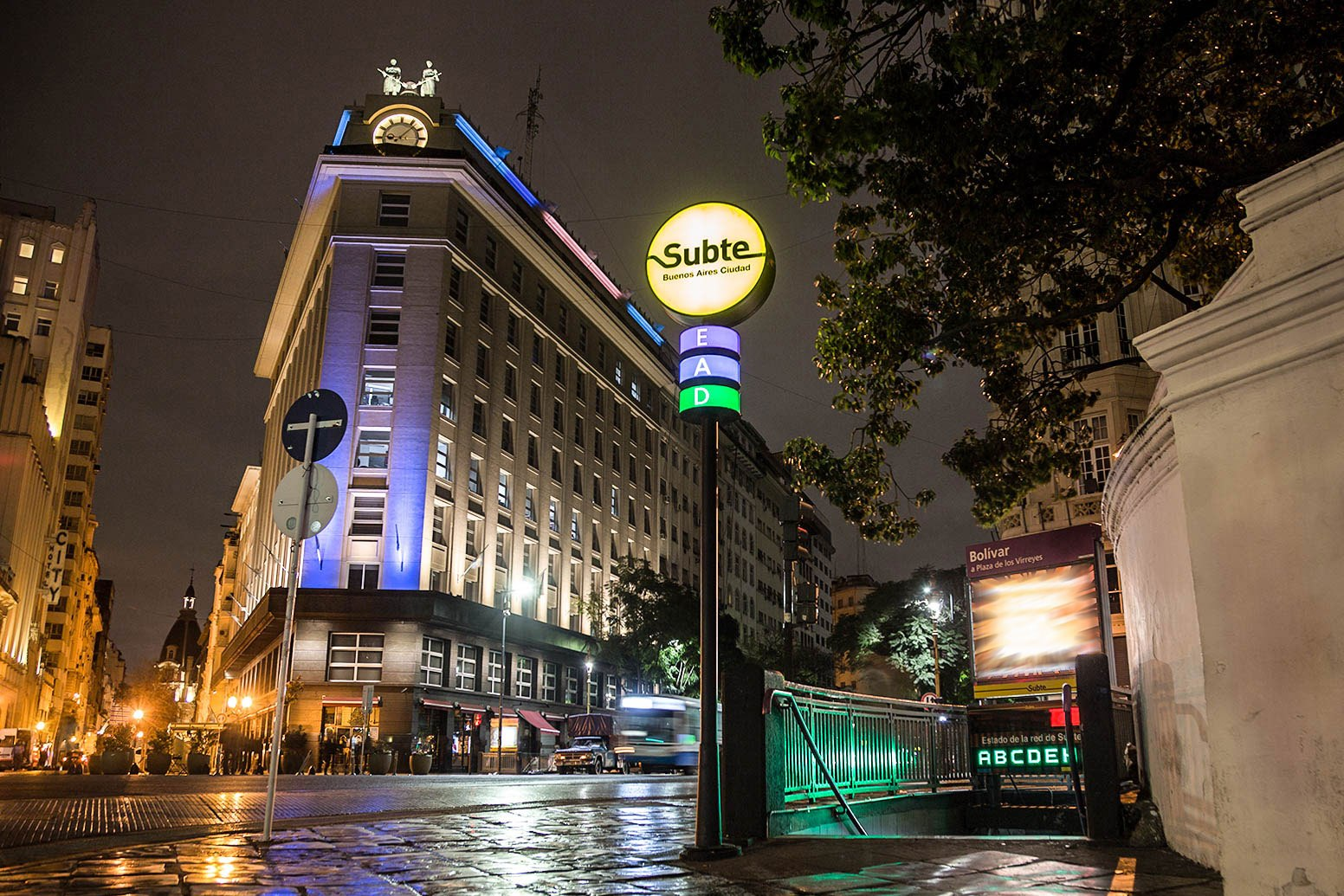
Buenos Aires tunnelbana

- Buenos Aires tunnelbana
- Pendeltåg
- Buss

### Flygplatser
- Buenos Aires-Ezeiza flygplats
- Jorge Newbery Airport

## Internationell anknytning

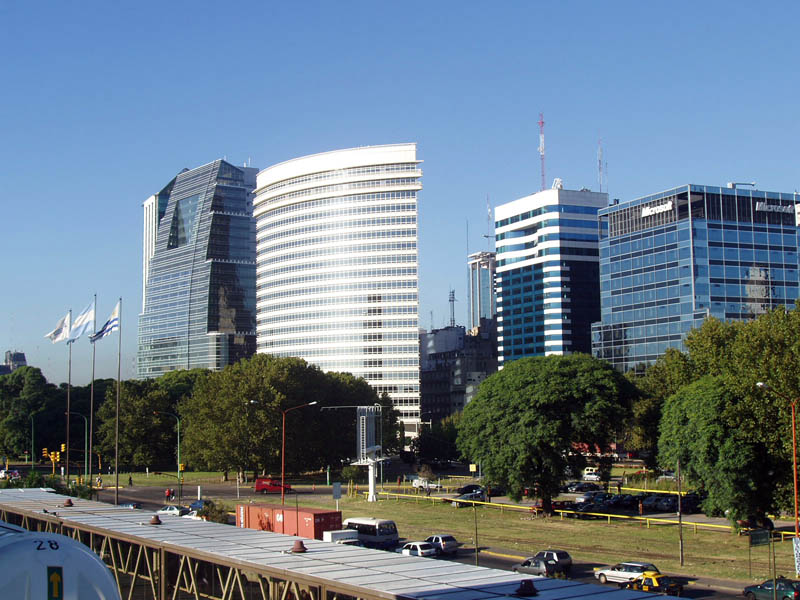
Retiro.

### Svenska relationer
Stadens mest kända byggnad, det rosa presidentpalatset på Plaza de Mayo, Casa Rosada, är ritat av den svenskfödda arkitekten Henrik Åberg som var Argentinas första och enda nationalarkitekt. Han har även ritat gravkapellet i Buenos Aires katedral där Argentinas befriare general José de San Martín vilar.
Stadens mest berömda fotbollslag, CA Boca Juniors, spelar i svenska färger. När klubben skulle välja färger till sina nya dräkter 1907 kunde man inte enas, utan bestämde att ta färgerna efter den första båten som ankom nästföljande dag till Buenos Aires, vilket var en svensk båt.
Som ett minne av den tiden då stora segelfartyg fraktade skinn och hudar från Argentina till Europa finns gatstenarna i Buenos Aires som segelfartygen använde som barlast på nedresan till Argentina. Den största delen av gatstenarna kommer från stenbrott på skärgårdsöarna utanför Göteborg.
Det brokiga livet i stadens hamnkvarter har besjungits av Evert Taube. I Taubes visa om Fritiof Anderssons äventyr på avenyn Paseo Colón berättar han om sjömannens äventyr i Buenos Aires hamnkvarter.
Staden Buenos Aires omtalas också i sången "En ludernatt i Buenos Aires" av Johnny Bode och Lillemor Dahlqvist. Den handlar om styrman Janssons äventyr hos en prostituerad kvinna.
Åren 1920-34 hade NK en filial i Buenos Aires.